# Fayence
Fayence è un comune francese di 5 019 abitanti situato nel dipartimento del Var della regione della Provenza-Alpi-Costa Azzurra.

## Storia
Durante la seconda guerra mondiale era sede di un aeroporto dell'Armée de l'air, (l'aeronautica militare francese). Il 13 giugno 1940, venne attaccato dai caccia italiani FIAT C.R.42 della Regia Aeronautica, che mitragliarono al suolo diversi aerei da guerra.

## Società

### Evoluzione demografica
Abitanti censiti